# Айвори, Джеймс (режиссёр)
Джеймс Фрэнсис Айвори (англ. James Francis Ivory; 7 июня 1928, Беркли, Калифорния) — американский кинорежиссёр, продюсер и сценарист, известный своими тонко выверенными экранизациями произведений Генри Джеймса, Эдварда Форстера и других представителей англо-американского психологического реализма начала XX века.
Отец — американец ирландского, мать — французского происхождения. Учился в университете штата Орегон и Киношколе Университета Южной Калифорнии (закончил в 1957 году). Начинал в документальном кино, много работал в Индии. В 1961 вместе со своим спутником жизни Исмаилом Мерчантом и писательницей Рут Правер Джабвала создал кинокомпанию Merchant Ivory Productions, которая в конце 1980-х и начале 1990-х выпустила целый ряд эталонных экранизаций классики начала XX века.
Фильмы Джеймса Айвори отличаются своеобразным академизмом — выверенностью мизансцен, вдумчивым воспроизведением материальных деталей прошлого, стилизованностью визуальных решений, тщательно подобранным актёрским ансамблем. Во многих из них «в элегических тонах описываются быт и нравы аристократии» (Андрей Плахов). Джеймс Айвори имеет репутацию самого английского из американских режиссёров; по оценке Михаила Трофименкова («Коммерсантъ»), он всегда «старался быть более British, чем сами англичане».
В 2018 году 89-летний Айвори был удостоен премий BAFTA и «Оскар» в категории «Лучший адаптированный сценарий», став, таким образом, самым пожилым лауреатом в истории Американской киноакадемии.
Айвори — гей, около 40 лет его связывали личные отношения с его продюсером Исмаил Мерчантом, но пара никогда этого не афишировала.

## Фильмография
- 1963 — Хозяин дома / The Householder
- 1965 — Слуги Шекспира / Shakespeare Wallah
- 1970 — Бомбейское кино / Bombay Talkie
- 1975 — Дикая вечеринка / The Wild Party
- 1977 — Роузленд / Roseland
- 1979 — Европейцы / The Europeans
- 1980 — Джейн Остин на Манхэттене / Jane Austen in Manhattan
- 1981 — Квартет / Quartet
- 1983 — Пыль и жара / Heat and Dust
- 1984 — Бостонцы / The Bostonians
- 1985 — Комната с видом/ A Room with a View
- 1987 — Морис / Mauris
- 1989 — Рабы Нью-Йорка / Slaves of New York
- 1990 — Мистер и миссис Бридж / Mr. and Mrs. Bridge
- 1992 — Говардс-Энд / Howards End
- 1993 — Остаток дня / The Remains of the Day
- 1995 — Джефферсон в Париже / Jefferson in Paris
- 1995 — Люмьер и компания / Lumière et compagnie
- 1996 — Прожить жизнь с Пикассо / Surviving Picasso
- 1998 — Дочь солдата никогда не плачет / A Soldier’s Daughter Never Cries
- 2001 — Золотая чаша / The Golden Bowl
- 2003 — Развод / Le Divorce
- 2005 — Белая графиня / The White Countess
- 2008 — Конечный пункт / The City of Your Final Destination
- 2017 — Назови меня своим именем / Call Me by Your Name (сценарист, премии «Оскар» и BAFTA за лучший адаптированный сценарий)